# Scheidhof (Much)
Der Scheidhof ist ein Ortsteil der Gemeinde Much im Rhein-Sieg-Kreis. Er liegt zwischen den Ortschaften Scheid, Hetzenholz, Hevinghausen und Niederbruchhausen. 

## Geschichte
Urkundlich erwähnt wurde der Scheidhof 1559 erstmals als Scheidhof wegen Pferd- und Schüppendienste.
1901 hatte das Gehöft 17 Einwohner durch die Haushalte der Ackerin Witwe Martin Josef Funke und den Ackerer Joh. Neu.
Das Fachwerk-Wohnhaus wurde in den 1990er Jahren niedergelegt und neu errichtet.